# Mayday (сигнал бедствия)
Mayday (произносится «мэй-дэй») — международный сигнал бедствия в радиотелефонной (голосовой) связи, аналогичный сигналу SOS в радиотелеграфной связи (с использованием азбуки Морзе). Он используется в ситуациях, которые представляют непосредственную угрозу для жизни людей, например, терпящими бедствие морскими и воздушными судами. Сигнал передаётся три раза подряд: «Mayday, Mayday, Mayday» для исключения возможности перепутать его с какой-нибудь похоже звучащей фразой, а также для того, чтобы легче было отличить сам сигнал бедствия от сообщения о сигнале бедствия.

## Происхождение
Фраза представляет собой приблизительную английскую транскрипцию французского m'aidez — сокращённый вариант фразы venez m'aider («придите мне на помощь», «помогите мне»). В стандартном французском ни m'aidez, ни m'aider не используются как призыв о помощи.
«Mayday» был придуман в 1923 году Фредериком Стэнли Мокфордом, старшим радистом аэропорта Кройдон в Лондоне. Его попросили предложить сигнал, который было бы трудно перепутать с обычными радиосообщениями и который мог бы быть легко понятен в условиях плохой радиосвязи. Выбор Мокфорда объясняется тем, что большинство полётов из Кройдона в то время осуществлялось в аэропорт Ле Бурже в Париже.

## Использование
Сигнал Mayday используется в любых ситуациях, которые представляют непосредственную опасность для жизни людей. К таким ситуациям относятся, например, взрыв, пожар, неминуемая угроза затопления судна и т. п. На морском судне он может быть передан только по распоряжению капитана. В ситуациях, которые не несут угрозу жизни, используются другие сигналы.
Mayday может быть передан на любой частоте. Однако существуют частоты, специально предназначенные для передачи сигналов бедствия. Морские спасательные службы и службы управления воздушным движением постоянно прослушивают эти частоты, и обычная радиосвязь на них запрещена, поэтому вероятность того, что сигнал будет принят, выше. На море в различных морских районах плавания для этих целей используются частоты 2182 кГц, 4125 кГц, 6215 кГц, 8291 кГц, 12290 кГц, 16420 кГц, в авиации — 121,5 МГц.
Существуют и местные аварийные частоты. Например, 27,065 МГц (9-й канал сетки C Си-Би — «аварийный») является частотой бедствия и безопасности. В Московском регионе это Московская служба спасения (позывной «Спасение»).
1 февраля 2009 г. Международная Система Коспас-Сарсат прекратила спутниковую обработку сигналов радиобуев 121,5/243 МГц. Все владельцы радиобуев и их пользователи должны как можно скорее заменить радиобуи 121,5/243 МГц на радиобуи 406 МГц.
Только сигналы от радиобуев 406 МГц засекаются Системой Коспас-Сарсат. Это относится к радиобуям морским (МРБ), авиационным (АРБ) и персональным (ПРБ). В то же самое время другие устройства (например системы выживания, а также передатчики ближнего привода), которые работают на частоте 121,5 МГц и не требуют спутниковой обработки, не затронуты прекращением спутниковой обработки частоты 121,5 Мгц.
Решение о прекращении спутниковой обработки частоты 121,5 Мгц было принято в октябре 2000 г. на 25-й сессии Совета Коспас-Сарсат (СКС-25).
Если спасательные службы не подтвердили приём сигнала Mayday, любой, кто его слышал, должен повторить его. Таким образом может быть обеспечена помощь тем судам, которые находятся вне пределов прямой радиосвязи со спасательными службами. С 1 января 2005 г. также используется частота 406,025 МГц.
Передача ложного сигнала бедствия во многих странах считается преступлением. Это связано с высокой стоимостью спасательных операций и с риском, которому могут подвергаться их участники.